# Discografie van Billie Jo Spears
De discografie van Billie Jo Spears, een Amerikaanse countryartieste, bestaat uit 18 studioalbums, vier verzamelalbums en 46 singles.
Spears' officiële opnamecarrière begon in 1966 toen ze voor het eerst een tijdelijk platencontract tekende bij United Artists. In 1968 tekende ze bij Capitol Records, waar ze in 1969 met haar single Mr. Walker, It's All Over piekte op nummer 4 in de Billboard Magazine Hot Country Singles-hitlijst. Haar vervolgsingles Stepchild en Midnight Train waren niet zo succesvol en na een stemoperatie in 1972 verliet ze het label. In 1974 tekende ze bij United Artists Records, waar ze met haar tweede single Blanket on the Ground de nummer 1 bereikte in de Billboard countryhitlijst en nummer 78 in de Billboard Hot 100. Spears had drie extra toptienhits bij het label, waaronder What I 've Got in Mind en Misty Blue, die beide respectievelijk op nummer 5 piekten. Spears had ook succes in de UK Singles Chart met deze singles. In 1981 verliet ze haar platenlabel, maar ze bleef sporadisch opnemen voor andere labels in de jaren tachtig en begin jaren negentig.

## Studioalbums

### Jaren 60
| The Voice of Billie Jo Spears                                    | - Publicatiedatum: november 1968 - Label: Capitol - Formats: lp | —  |
| Mr. Walker, It's All Over                                        | - Publicatiedatum: mei 1969 - Label: Capitol - Formats: lp      | 26 |
| Miss Sincerity                                                   | - Publicatiedatum: november 1969 - Label: Capitol - Formats: lp | 41 |
| "—" geeft publicaties aan die zich niet in de hitlijst plaatsten |                                                                 |    |

### Jaren 70
| With Love                                                        | - Publicatiedatum: maart 1970 - Label: Capitol - Formats: lp                     | —  | —  |
| Country Girl                                                     | - Publicatiedatum: augustus 1970 - Label: Capitol - Formats: lp                  | —  | —  |
| Just Singin'                                                     | - Publicatiedatum: februari 1971 - Label: Capitol - Formats: lp                  | —  | —  |
| Blanket on the Ground                                            | - Publicatiedatum: februari 1975 - Label: United Artists - Formats: lp, cassette | 4  | —  |
| Billie Jo                                                        | - Publicatiedatum: oktober 1975 - Label: United Artists - Formats: lp            | 45 | —  |
| What I've Got in Mind                                            | - Publicatiedatum: juni 1976 - Label: United Artists - Formats: lp               | 7  | 46 |
| I'm Not Easy                                                     | - Publicatiedatum: november 1976 - Label: United Artists - Formats: lp           | 36 | —  |
| If You Want Me                                                   | - Publicatiedatum: juni 1977 - Label: United Artists - Formats: lp               | 39 | —  |
| Lonely Hearts Club                                               | - Publicatiedatum: februari 1978 - Label: United Artists - Formats: lp           | 46 | —  |
| Love Ain't Gonna Wait for Us                                     | - Publicatiedatum: oktober 1978 - Label: United Artists - Formats: lp            | —  | —  |
| I Will Survive                                                   | - Publicatiedatum: mei 1979 - Label: United Artists - Formats: lp                | —  | —  |
| "—" geeft publicaties aan die zich niet in de hitlijst plaatsten |                                                                                  |    |    |

### Jaren 80 en 90
| Standing Tall                                                    | - Publicatiedatum: mei 1980 - Label: United Artists - Formats: lp, 8 track, cassette | 70 |
| Only the Hits                                                    | - Publicatiedatum: februari 1981 - Label: Liberty - Formats: lp, cassette            | —  |
| Billie Jo Spears                                                 | - Publicatiedatum: 1986 - Label: MCA/Dot - Formats: lp, cassette                     | —  |
| Unmistakably                                                     | - Publicatiedatum: 1991 - Label: Broadland - Formats: cd, cassette                   | —  |
| "—" geeft publicaties aan die zich niet in de hitlijst plaatsten |                                                                                      |    |

## Gezamenlijke albums
| Titel                       | Details                                                                | Hoogst bereikte positie |
| Titel                       | Details                                                                | VS Country              |
| --------------------------- | ---------------------------------------------------------------------- | ----------------------- |
| By Request (met Del Reeves) | - Publicatiedatum: augustus 1976 - Label: United Artists - Formats: lp | 46                      |

## Compilatiealbums
| Faded Love                                                       | - Publicatiedatum: juni 1975 - Label: Capitol - Formats: lp               | —  |
| The Best of Billie Jo Spears                                     | - Publicatiedatum: april 1979 - Label: Capitol - Formats: lp              | —  |
| The Billie Jo Spears Singles Album                               | - Publicatiedatum: november 1979 - Label: Liberty - Formats: lp, cassette | 7  |
| Country Girl                                                     | - Publicatiedatum: 1981 - Label: Warwick Records - Formats: lp, cassette  | 17 |
| The Ultimate Collection                                          | - Publicatiedatum: 2007 - Label: EMI Records - Formats: cd                | —  |
| Her Greatest Tracks                                              | - Publicatiedatum: 2016 - Label: Nub Country Records - Formats: download  | —  |
| "—" geeft publicaties aan die zich niet in de hitlijst plaatsten |                                                                           |    |

## Singles

### Jaren 50 en 60
| Jaar                                                             | Single                                                    | Hoogst bereikte positie | Hoogst bereikte positie | Hoogst bereikte positie | Hoogst bereikte positie | Album                         |
| Jaar                                                             | Single                                                    | VS Country              | VS                      | CAN Country             | CAN                     | Album                         |
| ---------------------------------------------------------------- | --------------------------------------------------------- | ----------------------- | ----------------------- | ----------------------- | ----------------------- | ----------------------------- |
| 1953                                                             | Too Old for Toys, Too Young for Boys(als Billie Jo Moore) | —                       | —                       | —                       | —                       | N/A                           |
| 1966                                                             | If That's What It Takes                                   | —                       | —                       | —                       | —                       | N/A                           |
| 1966                                                             | Not Enough of You to Go Around                            | —                       | —                       | —                       | —                       | N/A                           |
| 1967                                                             | Easy to Be Evil                                           | —                       | —                       | —                       | —                       | N/A                           |
| 1968                                                             | Harper Valley PTA                                         | —                       | —                       | —                       | —                       | The Voice of Billie Jo Spears |
| 1968                                                             | He's Got More Love In His Little Finger                   | 48                      | —                       | —                       | —                       | The Voice of Billie Jo Spears |
| 1969                                                             | Mr. Walker, It's All Over                                 | 4                       | 80                      | 10                      | 85                      | Mr. Walker, It's All Over     |
| 1969                                                             | Stepchild                                                 | 43                      | —                       | —                       | —                       | Miss Sincerity                |
| 1969                                                             | Daddy, I Love You                                         | 40                      | —                       | 44                      | —                       | With Love                     |
| "—" geeft publicaties aan die zich niet in de hitlijst plaatsten |                                                           |                         |                         |                         |                         |                               |

### Jaren 70
| Jaar                                                             | Single                               | Hoogst bereikte positie | Hoogst bereikte positie | Hoogst bereikte positie | Hoogst bereikte positie | Hoogst bereikte positie | Album                        |
| Jaar                                                             | Single                               | VS Country              | VS                      | AUS                     | CAN Country             | VK                      | Album                        |
| ---------------------------------------------------------------- | ------------------------------------ | ----------------------- | ----------------------- | ----------------------- | ----------------------- | ----------------------- | ---------------------------- |
| 1970                                                             | Midnight Train                       | —                       | —                       | —                       | —                       | —                       | With Love                    |
| 1970                                                             | Marty Gray                           | 17                      | —                       | —                       | 27                      | —                       | Country Girl                 |
| 1970                                                             | I Stayed Long Enough                 | 30                      | —                       | —                       | —                       | —                       | Country Girl                 |
| 1971                                                             | It Could'A Been Me                   | 23                      | —                       | —                       | —                       | —                       | Faded Love                   |
| 1971                                                             | Souvenirs and California Memories    | 68                      | —                       | —                       | —                       | —                       | Faded Love                   |
| 1972                                                             | If Your Leaving Don't Kill Me        | —                       | —                       | —                       | —                       | —                       | N/A                          |
| 1972                                                             | Look What They've Done to My Song Ma | —                       | —                       | —                       | —                       | —                       | N/A                          |
| 1973                                                             | Ease the Want in Me                  | —                       | —                       | —                       | —                       | —                       | N/A                          |
| 1974                                                             | See the Funny Little Clown           | 80                      | —                       | —                       | —                       | —                       | Blanket on the Ground        |
| 1975                                                             | Blanket on the Ground                | 1                       | 78                      | 20                      | 2                       | 6                       | Blanket on the Ground        |
| 1975                                                             | Stay Away from the Apple Tree        | 20                      | —                       | —                       | 17                      | —                       | Billie Jo                    |
| 1975                                                             | Silver Wings and Golden Rings        | 20                      | —                       | 99                      | 12                      | —                       | Billie Jo                    |
| 1976                                                             | What I've Got in Mind                | 5                       | —                       | —                       | 3                       | 4                       | What I've Got in Mind        |
| 1976                                                             | Misty Blue                           | 5                       | —                       | —                       | 4                       | —                       | What I've Got in Mind        |
| 1976                                                             | Never Did Like Whiskey               | 18                      | —                       | —                       | 28                      | —                       | What I've Got in Mind        |
| 1976                                                             | Sing Me an Old Fashioned Song        | —                       | —                       | 78                      | —                       | 34                      | What I've Got in Mind        |
| 1977                                                             | I'm Not Easy                         | 11                      | —                       | —                       | 29                      | —                       | I'm Not Easy                 |
| 1977                                                             | If You Want Me                       | 8                       | —                       | —                       | 17                      | 52                      | If You Want Me               |
| 1977                                                             | Too Much Is Not Enough               | 18                      | —                       | 97                      | 11                      | —                       | If You Want Me               |
| 1977                                                             | Lonely Hearts Club                   | 18                      | —                       | —                       | 9                       | —                       | Lonely Hearts Club           |
| 1978                                                             | I've Got to Go                       | 17                      | —                       | —                       | 26                      | —                       | Lonely Hearts Club           |
| 1978                                                             | '57 Chevrolet                        | 16                      | —                       | —                       | 12                      | —                       | Lonely Hearts Club           |
| 1978                                                             | Love Ain't Gonna Wait for Us         | 24                      | —                       | —                       | 47                      | —                       | Love Ain't Gonna Wait for Us |
| 1979                                                             | Yesterday                            | 60                      | —                       | —                       | 35                      | —                       | Love Ain't Gonna Wait for Us |
| 1979                                                             | I Will Survive                       | 21                      | —                       | —                       | 9                       | 47                      | I Will Survive               |
| 1979                                                             | Livin' Our Love Together             | 23                      | —                       | —                       | 38                      | —                       | I Will Survive               |
| 1979                                                             | Rainy Days and Stormy Nights         | 21                      | —                       | —                       | 18                      | —                       | I Will Survive               |
| "—" geeft publicaties aan die zich niet in de hitlijst plaatsten |                                      |                         |                         |                         |                         |                         |                              |

### Jaren 80 en 90
| 1980                                                             | Standing Tall                    | 15 | 9 | Standing Tall |
| 1980                                                             | Natural Attraction               | 39 | — | Standing Tall |
| 1980                                                             | Your Good Girl's Gonna Go Bad    | 13 | — | Only the Hits |
| 1981                                                             | What the World Needs Now Is Love | 58 | — | Only the Hits |
| 1982                                                             | Apologizing Roses                | —  | — | N/A           |
| 1983                                                             | I Can Hear Kentucky Calling Me   | —  | — | N/A           |
| 1983                                                             | Every Time Two Fools Collide     | —  | — | N/A           |
| 1983                                                             | Midnight Blue                    | 39 | — | N/A           |
| 1991                                                             | One Smokey Rose                  | —  | — | Unmistakably  |
| "—" geeft publicaties aan die zich niet in de hitlijst plaatsten |                                  |    |   |               |

## Andere singles

### Samenwerkingssingles
| Jaar | Single                              | Artiest    | Hoogst bereikte positie | Album      |
| Jaar | Single                              | Artiest    | VS Country              | Album      |
| ---- | ----------------------------------- | ---------- | ----------------------- | ---------- |
| 1976 | On the Rebound                      | Del Reeves | 29                      | By Request |
| 1976 | Teardrops Will Kiss the Morning Dew | Del Reeves | 42                      | By Request |

### Internationale singles
| Jaar | Single                        | Hoogst bereikte posities | Album                 |
| Jaar | Single                        | VK                       | Album                 |
| ---- | ----------------------------- | ------------------------ | --------------------- |
| 1976 | Sing Me an Old Fashioned Song | 34                       | What I've Got in Mind |

## B-kanten
| Jaar | Single        | Hoogst bereikte positie | A-kant single |
| Jaar | Single        | VS Country              | A-kant single |
| ---- | ------------- | ----------------------- | ------------- |
| 1983 | Midnight Love | 51                      | Midnight Blue |